# Salles-sous-Bois
Pour les articles homonymes, voir Salles.
Salles-sous-Bois est une commune française située dans le département de la Drôme en région Auvergne-Rhône-Alpes.

## Géographie

### Localisation
La commune de Salles-sous-Bois est située à 7 km au nord-est de Grignan (chef-lieu du canton), à 24 km au sud-est de Montélimar et à 28 km au nord-est de Pierrelatte.

### Hydrographie
La commune est arrosée par plusieurs cours d'eau :
- la Berre sert de limite sud communale et sépare Salles-sous-Bois de Grignan ;
- le ruisseau de Font Pourchère, affluent de la Berre, sert de limite communale, à l'est, avec Taulignan ;
- le ruisseau d'Aleyrac ;
- le Bérou.

### Climat
Pour des articles plus généraux, voir Climat d'Auvergne-Rhône-Alpes et Climat de la Drôme.
En 2010, le climat de la commune est de type climat méditerranéen altéré, selon une étude du Centre national de la recherche scientifique s'appuyant sur une série de données couvrant la période 1971-2000. En 2020, Météo-France publie une typologie des climats de la France métropolitaine dans laquelle la commune est exposée à un climat méditerranéen et est dans la région climatique  Provence, Languedoc-Roussillon, caractérisée par une pluviométrie faible en été, un très bon ensoleillement (2 600 h/an), un été chaud (21,5 °C), un air très sec en été, sec en toutes saisons, des vents forts (fréquence de 40 à 50 % de vents > 5 m/s) et peu de brouillards. 
Pour la période 1971-2000, la température annuelle moyenne est de 13 °C, avec une amplitude thermique annuelle de 17,3 °C. Le cumul annuel moyen de précipitations est de 914 mm, avec 6,9 jours de précipitations en janvier et 4 jours en juillet. Pour la période 1991-2020, la température moyenne annuelle observée sur la station météorologique de Météo-France la plus proche, « Taulignan », sur la commune de Taulignan à 4 km à vol d'oiseau, est de 14,0 °C et le cumul annuel moyen de précipitations est de 842,4 mm,. Pour l'avenir, les paramètres climatiques de la commune estimés pour 2050 selon différents scénarios d'émission de gaz à effet de serre sont consultables sur un site dédié publié par Météo-France en novembre 2022.

## Urbanisme

### Typologie
Au 1er janvier 2024, Salles-sous-Bois est catégorisée commune rurale à habitat dispersé, selon la nouvelle grille communale de densité à 7 niveaux définie par l'Insee en 2022.
Elle est située hors unité urbaine. Par ailleurs la commune fait partie de l'aire d'attraction de Valréas, dont elle est une commune de la couronne,. Cette aire, qui regroupe 12 communes, est catégorisée dans les aires de moins de 50 000 habitants,.

### Occupation des sols
L'occupation des sols de la commune, telle qu'elle ressort de la base de données européenne d’occupation biophysique des sols Corine Land Cover (CLC), est marquée par l'importance des forêts et milieux semi-naturels (54,7 % en 2018), en diminution par rapport à 1990 (55,7 %). La répartition détaillée en 2018 est la suivante : 
forêts (51,5 %), zones agricoles hétérogènes (45,3 %), milieux à végétation arbustive et/ou herbacée (3,2 %). L'évolution de l’occupation des sols de la commune et de ses infrastructures peut être observée sur les différentes représentations cartographiques du territoire : la carte de Cassini (XVIIIe siècle), la carte d'état-major (1820-1866) et les cartes ou photos aériennes de l'IGN pour la période actuelle (1950 à aujourd'hui).

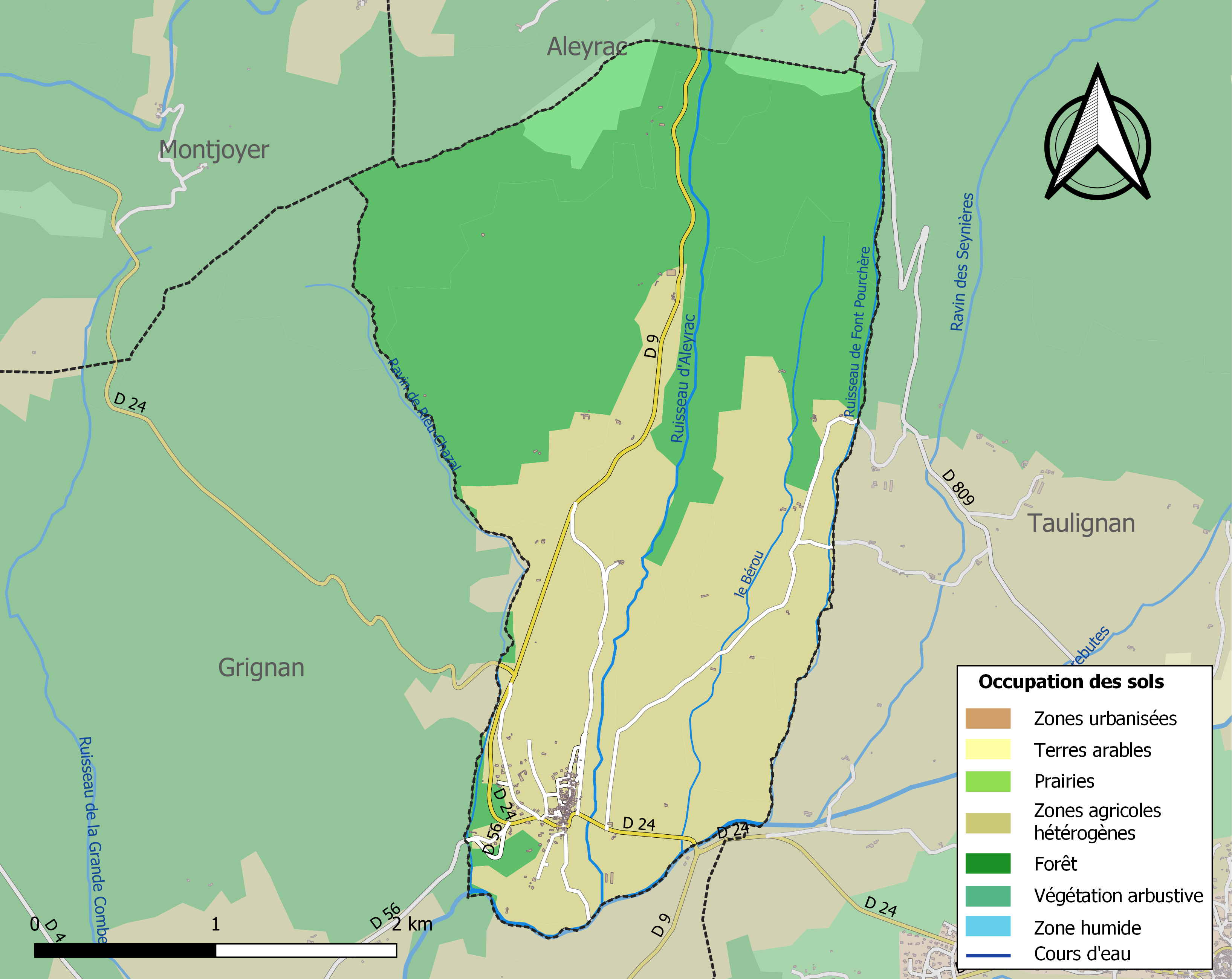
Carte des infrastructures et de l'occupation des sols de la commune en 2018 (CLC).

### Morphologie urbaine

#### Hameaux et lieux-dits
- Bousquatier.

## Toponymie

### Attestations
Dictionnaire topographique du département de la Drôme :
- 1281 : Salas (archives des Bouches-du-Rhône, B 377).
- 1297 : castrum de Salis (Bibl. nat., mss. lat. 9239).
- 1373 ! dominus de Salis (Long, notaire à Grignan).
- 1378 : terra de Salis (cartulaire de Montélimar, 72).
- 1380 : mention de l'église Sainte-Madeleine : ecclesia Sancte Marie Magdalene de Salis (archives municipales de Grignan).
- 1442 : villa de Salis (choix de docum., 279).
- 1509 : mention de l'église paroissiale Sainte-Madeleine : ecclesia parrochialis Beate Marie Magdalene de Salis (visites épiscopales).
- 1516 : mention de l'église Sainte-Madeleine : capella Beatae Mariae Magdalenae de Salis (pouillé de Die).
- 1518 : locus de Salis (archives municipales de Grignan).
- 1576 : mention de la paroisse : la cure de Salles et Tourettes (pouillé de Die).
- 1788 : Sales (alman. du Dauphiné).
- 1891 : Salles, commune du canton de Grignan.

Le 30 décembre 1920 : Salles-sous-Bois.

## Histoire

### Protohistoire
- Oppidum de Beauregard[14].

### Du Moyen Âge à la Révolution
La seigneurie :
- Au point de vue féodal, Salles était une terre des abbés d'Aiguebelle.
- 1281 : les abbés partagent leurs droits avec les comtes de Provence.
- 1301 : les comtes hommagent leur part aux Adhémar de Grignan.
- 1371 : la terre est indivisément possédée par les Plaisians et les Audefred.
- Début XVIe siècle : les Bologne et les Bedos (ou Budos) de Portes possèdent chacun une moitié.
- La part des Bedos passe aux Bompard.
- La part des Bompard passe vraisemblablement aux Bar qui s'intitulent seigneurs de Salles en 1620.
- 1634 : les Bologne vendent leur part aux comtes de Grignan.
- Les comtes de Grignan acquièrent le reste de la terre et en sont les derniers seigneurs.

Au Moyen Âge, plusieurs troubles agitèrent la commune.
À la fin du XIVe siècle, le village subit le passage des troupes de Raymond de Turenne. Ce dernier fait des prisonniers qu'il libère contre 500 francs or.
Pendant les guerres de Religion, l'église du village est détruite.

Par la suite,  Salles voit l'installation des deux communautés. Le temple protestant est construit en 1593, la nouvelle église catholique en 1605.
1727 (démographie) : 90 habitants. Il y a treize granges (ou fermes) dont dix exploitées par leurs propriétaires et trois par des métayers.
Avant 1790, Salles était une des terres adjacentes de Provence, c'est-à-dire du ressort du parlement et de l'intendance d'Aix, répondant premièrement au bailliage de Grignan pour la justice.

Au point de vue ecclésiastique, c'était une paroisse du diocèse de Die, ayant remplacé, au XVIe siècle, celle de Tourrettes. Cependant, son église, dédiée à sainte Madeleine, fut paroissiale au XIVe siècle, Pouillé de Die). Les dîmes appartenaient au doyen du chapitre de Grignan en sa qualité de prieur de Tourrettes (voir ce nom dans la commune de Grignan).

### De la Révolution à nos jours
La commune fait partie du canton de Grignan.

## Politique et administration

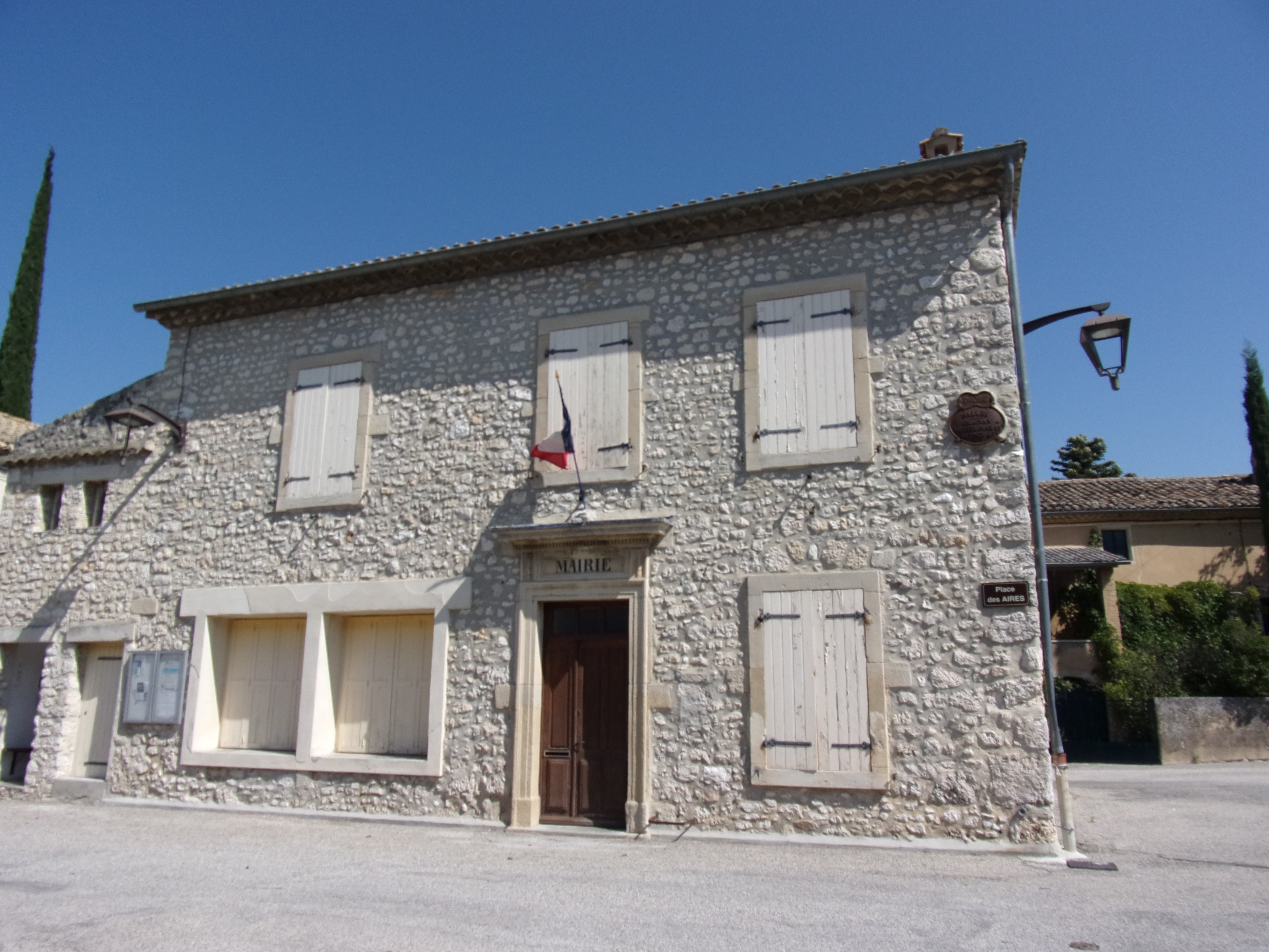
mairie de Salles-sous-Bois.

### Administration municipale
En 2020, le conseil municipal est composé de deux adjoints et de huit conseillers municipaux.

### Liste des maires
| Période                                  | Période                       | Identité                             | Étiquette | Qualité       |
| ---------------------------------------- | ----------------------------- | ------------------------------------ | --------- | ------------- |
| Les données manquantes sont à compléter. |                               |                                      |           |               |
| 1871                                     |                               | ?                                    |           |               |
| 1874                                     |                               | ?                                    |           |               |
| 1878                                     |                               | ?                                    |           |               |
| 1884                                     |                               | ?                                    |           |               |
| 1888                                     |                               | ?                                    |           |               |
| 1892                                     |                               | ?                                    |           |               |
| 1896                                     |                               | ?                                    |           |               |
| 1900                                     |                               | ?                                    |           |               |
| 1904                                     |                               | ?                                    |           |               |
| 1908                                     |                               | ?                                    |           |               |
| 1912                                     |                               | ?                                    |           |               |
| 1919                                     |                               | ?                                    |           |               |
| 1925                                     |                               | ?                                    |           |               |
| 1929                                     |                               | ?                                    |           |               |
| 1935                                     |                               | ?                                    |           |               |
| 1945                                     |                               | ?                                    |           |               |
| 1947                                     |                               | ?                                    |           |               |
| 1953                                     |                               | ?                                    |           |               |
| 1959                                     |                               | ?                                    |           |               |
| 1965                                     |                               | ?                                    |           |               |
| 1971                                     |                               | ?                                    |           |               |
| 1977[réf. nécessaire]                    | ?                             | Jean Mourgand                        | PS        |               |
| 1983                                     |                               | ?                                    |           |               |
| 1989                                     |                               | ?                                    |           |               |
| 1995                                     |                               | ?                                    |           |               |
| 2001                                     | 2008                          | Bernard Doutres                      | DVG       | cadre         |
| 2008                                     | 2014                          | Bernard Doutres                      |           | maire sortant |
| 2014                                     | 2020                          | Bernard Doutres                      |           | maire sortant |
| 2020                                     | En cours (au 8 décembre 2020) | Bernard Doutres[source insuffisante] |           |               |

## Population et société

### Démographie
L'évolution du nombre d'habitants est connue à travers les recensements de la population effectués dans la commune depuis 1793. Pour les communes de moins de 10 000 habitants, une enquête de recensement portant sur toute la population est réalisée tous les cinq ans, les populations de référence des années intermédiaires étant quant à elles estimées par interpolation ou extrapolation. Pour la commune, le premier recensement exhaustif entrant dans le cadre du nouveau dispositif a été réalisé en 2006.

En 2022, la commune comptait 214 habitants, en évolution de +14,44 % par rapport à 2016 (Drôme : +2,64 %, France hors Mayotte : +2,11 %).
| 1793 | 1800 | 1806 | 1821 | 1831 | 1836 | 1841 | 1846 | 1851 |
| ---- | ---- | ---- | ---- | ---- | ---- | ---- | ---- | ---- |
| 490  | 491  | 516  | 522  | 560  | 521  | 512  | 509  | 501  |

| 1856 | 1861 | 1866 | 1872 | 1876 | 1881 | 1886 | 1891 | 1896 |
| ---- | ---- | ---- | ---- | ---- | ---- | ---- | ---- | ---- |
| 517  | 538  | 529  | 501  | 485  | 377  | 385  | 383  | 302  |

| 1901 | 1906 | 1911 | 1921 | 1926 | 1931 | 1936 | 1946 | 1954 |
| ---- | ---- | ---- | ---- | ---- | ---- | ---- | ---- | ---- |
| 285  | 308  | 255  | 234  | 193  | 200  | 199  | 157  | 131  |

| 1962 | 1968 | 1975 | 1982 | 1990 | 1999 | 2006 | 2011 | 2016 |
| ---- | ---- | ---- | ---- | ---- | ---- | ---- | ---- | ---- |
| 151  | 114  | 129  | 135  | 146  | 190  | 205  | 186  | 187  |

| 2021 | 2022 | - | - | - | - | - | - | - |
| ---- | ---- | - | - | - | - | - | - | - |
| 208  | 214  | - | - | - | - | - | - | - |

### Enseignement
La commune relève de l'académie de Grenoble.

### Manifestations culturelles et festivités
- Fête : le 22 août[16].

### Médias
Le territoire de la commune se situe dans l'aire de diffusion de plusieurs médias :
- Presse écrite
  - Le Dauphiné libéré, quotidien régional qui consacre, chaque jour, y compris le dimanche, dans son édition de « Romans et Drôme des collines » un ou plusieurs articles à l'actualité du canton et de la commune, ainsi que des informations sur les éventuelles manifestations locales, les travaux routiers, et autres événements divers à caractère local.
  - L'Agriculture Drômoise, journal d'informations agricoles et rurales qui couvre l'ensemble du département de la Drôme.
  - Drôme Hebdo (ancien Peuple Libre), hebdomadaire chrétien d'informations.
- Presse audio-visuelle
  - Ici Drôme Ardèche est une radio publique diffusée sur son territoire.

## Économie

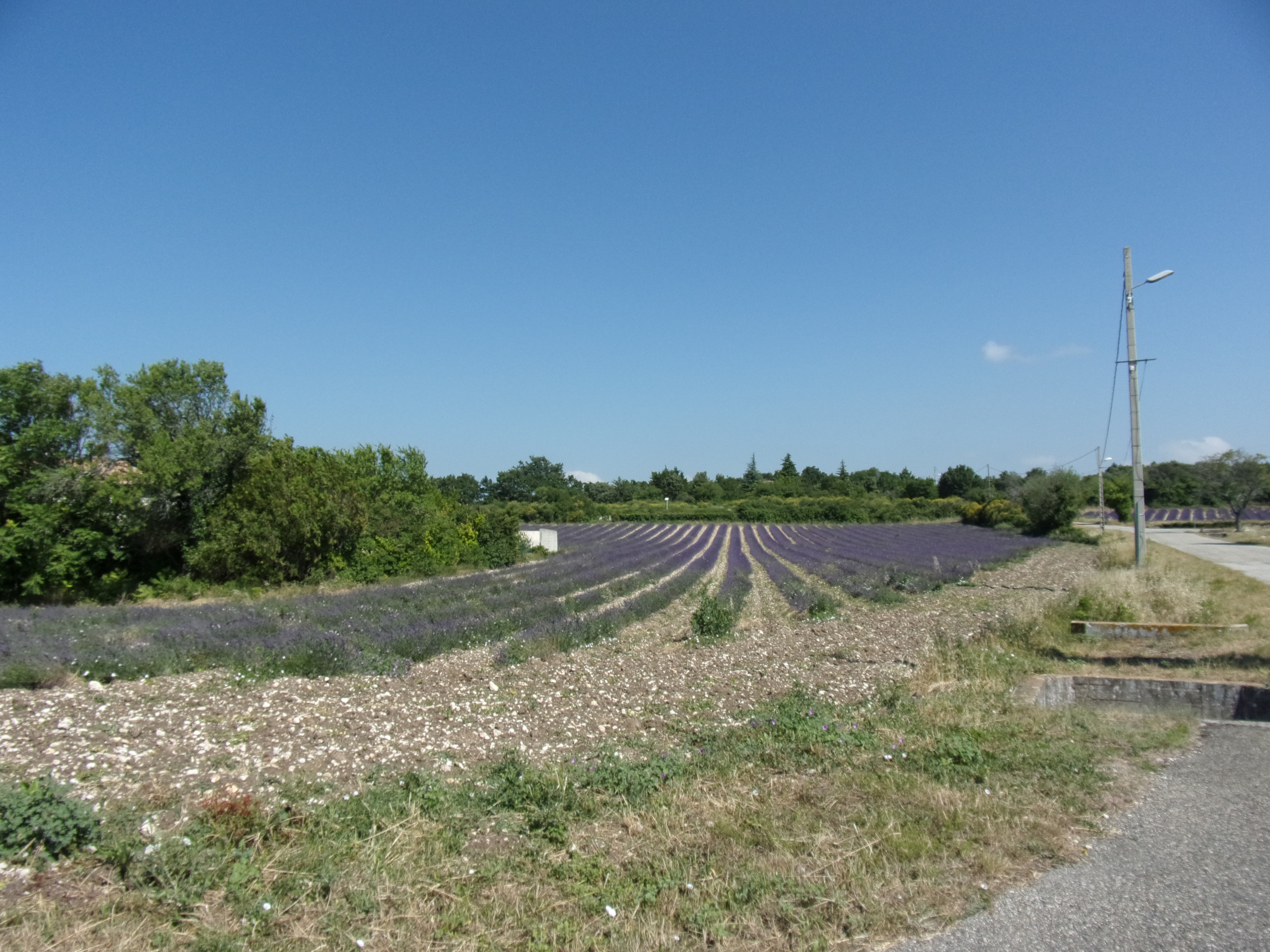
Champs de lavandes à Salles-sous-Bois.

### Agriculture
En 1992 : lavande (distillerie), vignes (vins AOC Coteaux du Tricatin), vergers, pâturages (ovins).

## Culture locale et patrimoine

### Lieux et monuments
- Prieuré (restauré) : fenêtres Renaissance[16].
- Église Sainte-Anne de Salles-sous-Bois.
- Chapelle catholique Sainte-Madeleine du XIVe siècle (remaniée)[16].
- Maisons des XIVe et XVe siècles : voûtes[16].
- Temple protestant[réf. nécessaire].
- Chapelle catholique Notre-Dame-de-la-Paix[réf. nécessaire].
- Lavoir[16].

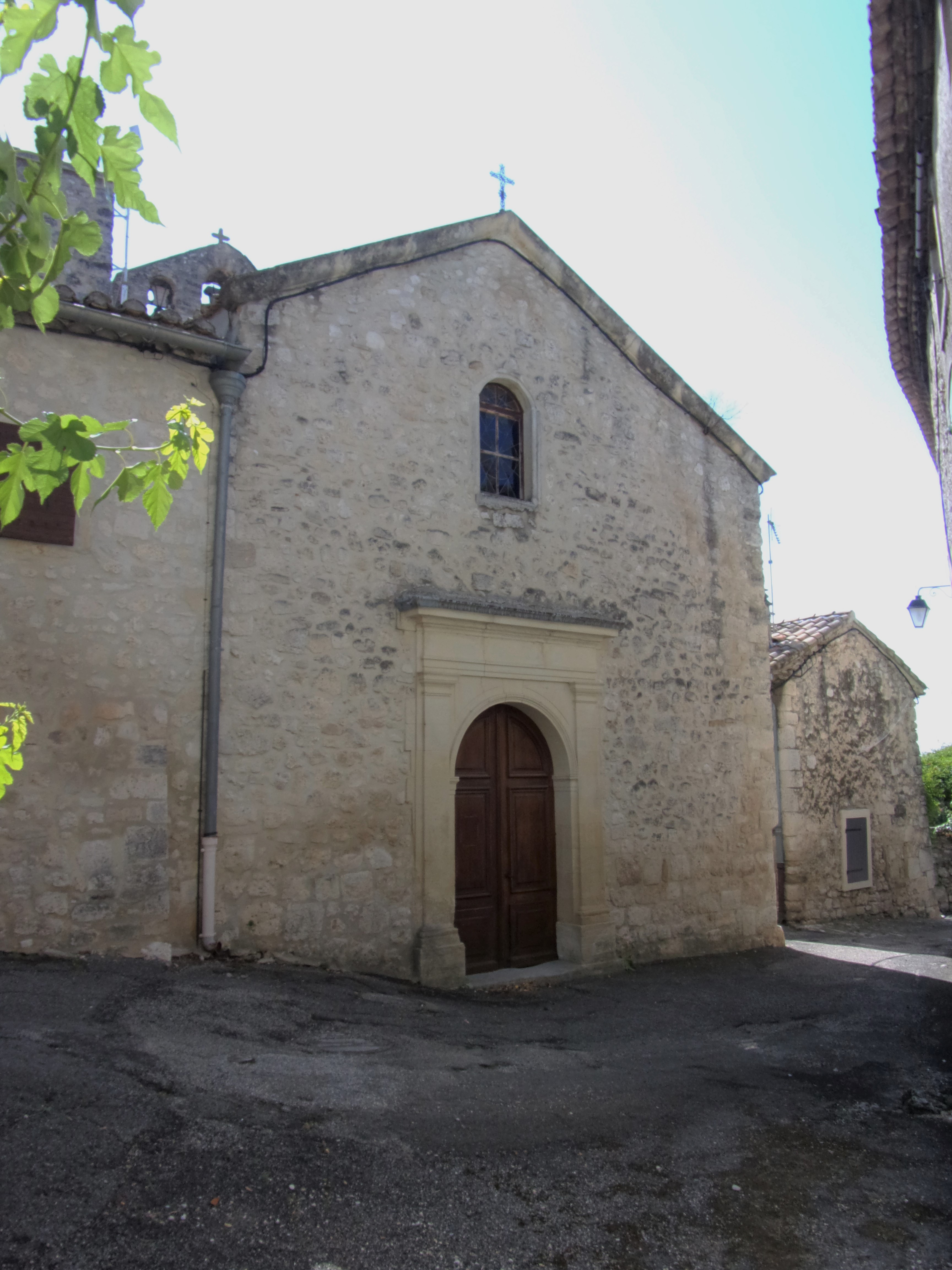
Église catholique de Salles-sous-Bois.
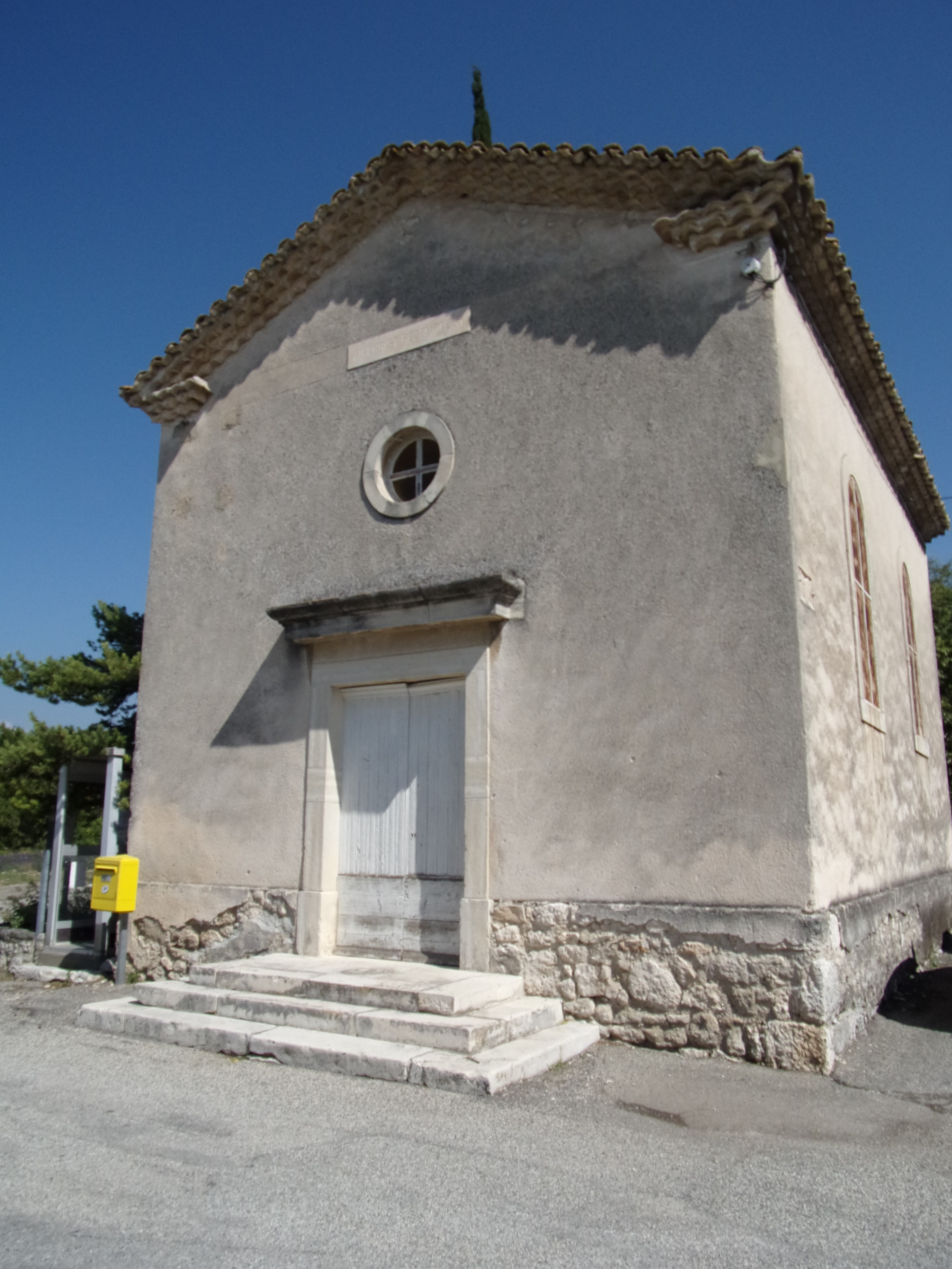
Temple protestant de Salles-sous-Bois.

### Personnalités liées à la commune
- Jean-Philippe Taulier, connu pour avoir été le fermier de l'émission de télévision La ferme célébrité[22].

### Héraldique, logotype et devise
|  | Salles-sous-Bois possède des armoiries dont l'origine et le blasonnement exact ne sont pas disponibles. |